# شیکانوشیما

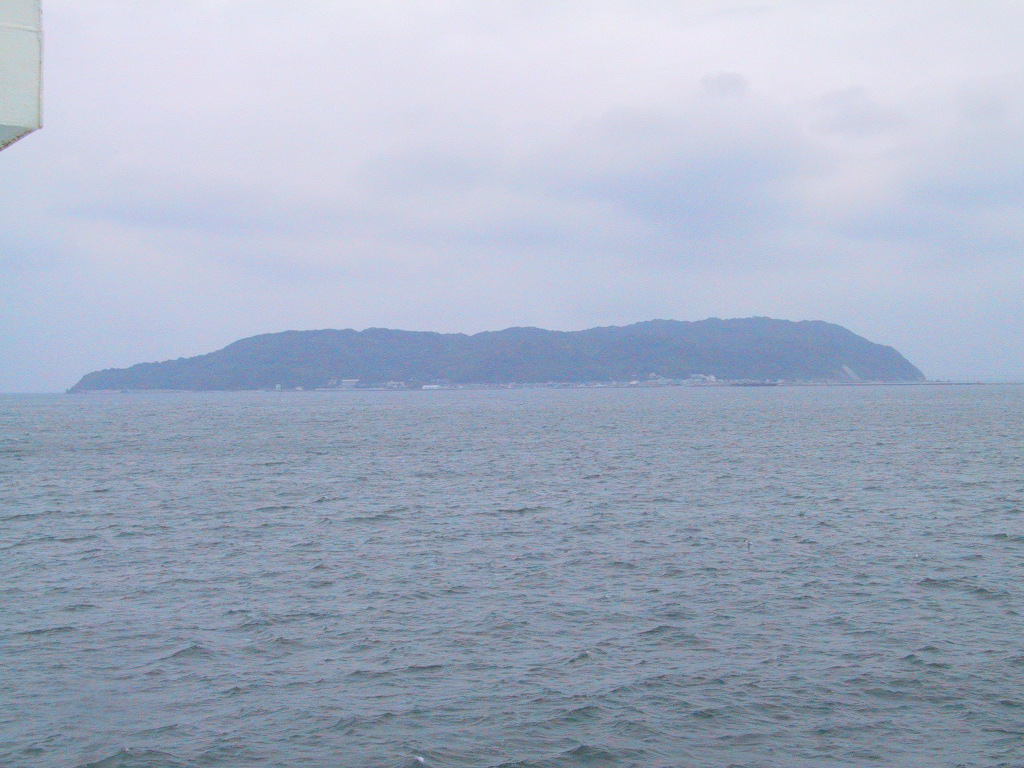
منظره جنوب غربی شیکانوشیما از طرف خلیج هاکاتا

شیکانوشیما (به ژاپنی: 志賀島, Shikano-shima) یکی از جزایر استان فوکوئوکا است و در جنوب غربی کشور ژاپن و در شمال خلیج هاکاتا واقع شده‌است. در ژاپن باستان به عنوان یک نقطه شروع برای تجارت دریایی از شبه جزیره کیوشو و قاره‌های دیگر و هم از لحاظ تاریخی اهمیت بسیاری داشته‌است. 